# Санди Левел (Вирџинија)
Санди Левел (енгл. Sandy Level) насељено је место без административног статуса у америчкој савезној држави Вирџинија.

## Демографија
По попису из 2010. године број становника је 484, што је 205 (-29,8%) становника мање него 2000. године.
| Група             | 2000.       | 2010.       |
| Белци             | 174 (25,3%) | 171 (35,3%) |
| Афроамериканци    | 505 (73,3%) | 302 (62,4%) |
| Азијати           | 0 (0,0%)    | 0 (0,0%)    |
| Хиспаноамериканци | 4 (0,6%)    | 4 (0,8%)    |
| Укупно            | 689         | 484         |